# Rhytura europeator
Rhytura europeator là một loài tò vò trong họ Ichneumonidae.